# Scalmicauda epistrophus
Scalmicauda epistrophus är en fjärilsart som beskrevs av Sergius G. Kiriakoff 1968. Scalmicauda epistrophus ingår i släktet Scalmicauda och familjen tandspinnare. Inga underarter finns listade.